# Échelle sémantique différentielle
Une échelle sémantique différentielle est un outil psychométrique permettant de mesurer une attitude chez des individus. On la nomme parfois échelle d'Osgood, du nom du psychologue qui en a défini les caractéristiques. Il s'agit d'une alternative aux échelles de Likert.

## Origines
Les échelles sémantiques différentielles sont la matérialisation concrète de travaux plus vastes menés par Charles E. Osgood et des coauteurs sur la  valuation de mots sur une échelle favorable -- défavorable et sur la mesure du sens des assertions. 

## Principe
Selon son inventeur, un item est mesuré sur 7 points séparant deux termes en opposition, le point milieu correspondant à un non-choix entre les deux termes. Deux items d'une échelle d'Osgood se présentent alors comme suit :

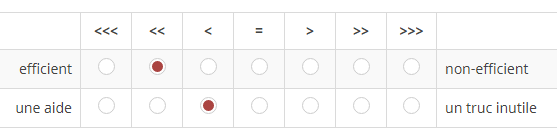
Exemple d'échelle différentielle, adapté de la mesure de l'utilité d'un outil informatique (TAM) selon Chin et al. 2008.

Contrairement à ce qui se pratique pour les échelles de Likert, il n'est pas conseillé de donner des libellés clairs aux points. On peut préférer à cet exemple numéroter les points de -3 à +3 mais ces valeurs peuvent conduire à des imprécisions dans la mesure.
Les items ne sont que rarement utilisés individuellement : comme avec les échelles de Likert, on les regroupe par thème. Le calcul d'un alpha de Cronbach permet de juger rapidement de la fiabilité de l'échelle et sa valeur numérique est soit la moyenne des notes obtenues pour les items soit, plus fréquemment, un facteur commun obtenu par une analyse factorielle.

## Exemple
Un exemple de comparaison des propriétés statistiques respectives des échelles de Likert et sémantiques différentielles se trouve dans un article traitant du Modèle d'acceptation de la technologie. Sous sa seconde forme, l'échelle servant à mesurer l'utilité perçue d'un système informatique oppose les termes suivants (traduction libre) :
- efficient -- inefficient
- améliorant la performance -- dégradant la performance
- accroissant la productivité -- dégradant la productivité
- efficace -- inefficace
- serviable -- peu serviable (helpful)
- plutôt utile -- presque inutile (useful)

Selon les auteurs, l'administration du questionnaire est un peu plus rapide et il devient aussi plus facile à traduire. Les caractéristiques statistiques des indicateurs obtenus ne sont pas différentes de celles dérivant des échelles de Likert de l'article fondateur du modèle.